# Falcons d'Atlanta
Stade
Maillots
Les Falcons d'Atlanta (Atlanta Falcons en anglais) sont une franchise de la Ligue nationale de football (National Football League) basée à Atlanta dans l'État de Géorgie. La franchise est fondée le 30 juin 1965 et dispute son premier match en 1966. Elle est actuellement propriété d'Arthur Blank.
Depuis leur création jusqu'en fin de saison 2024, les Falcons enregistrent un bilan de 408 victoires, 526 défaites et 6 matchs nuls (398–512–6 en saison régulière et 10–14 en phase éliminatoire),.
La franchise a remporté 6 titres de division, 2 titres de conférence et perdu les deux Super Bowls auxquels elle a participé.

## Palmarès
- Champion de conférence (2) : 1998, 2016.
- Champion de division (6) :
  - NFC Ouest : 1980, 1998.
  - NFC Sud : 2004, 2010, 2012, 2016.
- Apparitions en phase éliminatoire (14) : 1978, 1980, 1982, 1991, 1995, 1998, 2002, 2004, 2008, 2010, 2011, 2012, 2016, 2017.
- Apparitions au Super Bowl (2) :
  - Super Bowl XXXIII, défaite 19 à 34 face aux Broncos de Denver en janvier 1999 ;
  - Super Bowl LI, défaite 28 à 34 face aux Patriots de la Nouvelle-Angleterre en février 2017.

## Histoire de la franchise
Dès 1960, l’American Football League (AFL) réussit son pari de lancer une ligue concurrente à la NFL. À cette époque, la Géorgie ne compte aucune équipe professionnelle de football américain. En effet, les années passent et chaque demande pour intégrer la ligue est rejetée au profit de villes à plus fort potentiel. En 1965, Lamar Hunt, principal fondateur de l'AFL, manifeste un grand intérêt à l’idée d’installer une franchise dans la ville d’Atlanta et entame les pourparlers avec Rankin M. Smith Senior, vice-président de la Compagnie d’Assurance Vie de Géorgie. Les deux s'accordent rapidement sur l’idée d’implanter une franchise de football américain dans la ville et Smith obtient de surcroît les droits sur l’Atlanta-Fulton County Stadium pour que l’équipe puisse y jouer.
La NFL est informée des tractations entre l’AFL et Atlanta et ne désire guère que la ligue concurrente s'étende davantage. Le commissaire de la NFL, Pete Rozelle, propose dès lors à Smith d’intégrer sa franchise dans la grande ligue (comme il l'avait déjà fait en 1960 avec les Vikings du Minnesota). Smith accepte très rapidement la proposition de Rozelle et le 30 juin 1965, ce dernier accorde la quinzième franchise NFL à Atlanta contre un chèque de 8,5 millions de dollars, une somme sans précédent à l'époque. Pour compenser, l'AFL octroie sa nouvelle franchise aux Dolphins de Miami.
À la suite d’un concours, le pseudonyme de « Falcons » est adopté courant du mois de juillet 1965. Selon une institutrice « Le Faucon est fier et digne, il a un grand courage et beaucoup de combativité. Il ne lâche jamais sa proie. »
Comme nouvelle franchise, les Falcons disposent du premier choix global lors de la draft 1966 de la NFL. Ils y sélectionnent le linebacker Tommy Nobis. Celui-ci est sélectionné au Pro-Bowl et désigné rookie défensif de l’année au terme de sa première saison NFL. Randy Johnson, sélectionné en 16e position, est le premier quarterback de la franchise. C'est Norbert Hecker, ex-assistant de Vince Lombardi chez les Packers de Green Bay, qui devient le premier entraîneur de la franchise.

### Débuts difficiles (1966-1974)
Les Falcons entament leur première saison NFL en 1966. Le 1er août 1966, leur premier match de présaison se solde par une défaite à domicile, 7 à 9 face aux Eagles de Philadelphie. En saison régulière, les Falcons perdent leurs neuf premiers matchs avant de gagner, le 20 novembre, leur première rencontre officielle sur le score de 27 à 16 face aux Giants de New York en déplacement au Yankee Stadium. Le 11 décembre, ils remportent leur premier match officiel à domicile (à l'Atlanta Stadium) contre les St. Louis Cardinals sur un score de 16 à 10. Cette première saison en NFL se termine sur un bilan médiocre : 3 victoires pour 11 défaites. Cette année-là, afin de préparer la future fusion AFL-NFL, la finale oppose les champions de chaque ligue pour le premier véritable Super Bowl de l'histoire.
La saison suivante, les Falcons affichent la pire attaque et la pire défense de la ligue. Ils terminent avec 12 défaites, un match nul et une seule victoire (21 à 20 face aux Vikings du Minnesota). Les saisons se suivent et se ressemblent alors pour Atlanta en dépit des performances notables de Tommy Nobis.et du defensive end Claude Humphrey, drafté en 1968.
La fusion entre la NFL et l'AFL devient effective avant le début de la saison 1970. Les Falcons intègrent la NFC Ouest en compagnie des Rams de Los Angeles, des Saints de La Nouvelle-Orléans et des 49ers de San Francisco.
Ce n'est qu'en 1971 qu'Atlanta affiche son premier bilan positif en saison régulière. Ils arrachent en effet une victoire cruciale lors du dernier match face aux Saints. Grâce à un drive victorieux dans le dernier quart-temps, ils gagnent 24 à 20 et clôturent la saison avec un bilan de 7 victoires pour 6 défaites et 1 match nul.
Il s'ensuit une saison 1972 parfaitement équilibrée (7–7) et un nouveau bilan positif (9–5) en 1973. Lors du dernier match de championnat 1973 contre les Saints (victoire 62 à 7), 35 records de la franchise seront établis. Ce bilan reste cependant insuffisant pour prolonger l’aventure en séries éliminatoires cette année-là. L'équipe retombe dans ses travers lors de la saison suivante avec un bilan de 3-11, l'attaque étant particulièrement inefficace, ne marquant que 111 points et 12 touchdowns en 14 matchs.

### Bartkowski, Grits Blitz et les premiersplayoffs(1975-1982)
Pour améliorer son attaque, la franchise sélectionne au premier tour de la draft 1975, le quarterback de California, Steve Bartkowski. Elle signe deux receveurs : le non-drafté Alfred Jenkins et le joueur des Bills de Buffalo, Wallace Francis. Malgré une saison à plus de 1000 yards au sol pour le coureur Dave Hampton (transféré des Packers en 1972), Bartkowski peine à convaincre et termine l'exercice à 13 touchdowns pour 15 interceptions. Atlanta boucle les saisons 1975 et 1976, avec des bilans négatifs de 4–10.
L'encadrement des Falcons est remanié dès la saison 1977 dont un nouvel entraîneur est désigné en la personne de Leeman Bennett et un nouveau coach des defensive backs, Jerry Glanville, (auparavant assistant chez les Lions de Détroit). Les deux hommes mettent au point une tactique défensive redoutable laquelle est basée sur la rapidité de ses joueurs afin d'exécuter des blitz de façon massive et répétée. C'est la naissance du Grits Blitz. Sur une grande partie des actions, les attaques adverses doivent gérer des groupes de 7, 8 voire 9 défenseurs qui, dès le snap, foncent sur leur quarterback. Les adversaires tardent à trouver une solution et la défense d’Atlanta réalise une saison extraordinaire. Ils ne concèdent que 129 points en 14 rencontres (moyenne de 9,2 points par match) ce qui constitue le record NFL toujours d’actualité. L'escouade offensive n'est malheureusement pas au diapason de sa défense et les Falcons achèvent l’année avec un bilan de 7–7.
Même si les attaques adverses se familiarisent au Grits Blitz, la défense reste solide et l'équipe termine la saison 1978 avec un bilan de 9–7, incluant deux victoires come-back sur le grand rival de La Nouvelle-Orléans par des scores identiques de 20 à 17. Pour la première fois de leur histoire, les Falcons d'Atlanta se qualifient pour les séries éliminatoires. Ils affrontent lors du tour de wild card les Eagles de Philadelphie. Menés 13 à rien, l'attaque emmenée par Bartkowski renverse la situation dans le dernier quart-temps pour s'imposer 14 à 13, le kicker des Eagles manquant le field goal de la victoire à quelques secondes de la fin. Au tour suivant, ils rencontrent les Cowboys de Dallas et leur redoutable Doomsday Defense (en). Après avoir mené 20-13, les Falcons s'effondrent en deuxième mi-temps pour s'incliner 27 à 20.
Après une saison de transition, les Falcons renouent avec les séries éliminatoires en 1980 après avoir réalisé leur meilleure saison (12 victoires, 4 défaites). Ils remportent le titre de la division NFC Ouest. Bartkowski lance pour 3544 yards et 31 touchdowns. Le jeune RB William Andrews, drafté un an plus tôt, confirme avec une deuxième saison consécutive à plus de 1000 yards au sol. Le duo de receveurs Jenkins-Francis totalise plus de 1800 yards et 13 touchdowns à la réception. Comme deux ans auparavant, ce sont les Cowboys de Dallas qui se présentent face à eux lors du tour de division (Divisional Round). À domicile, les Falcons mènent 24 à 10 avant d'entamer le dernier quart-temps. La défense va s’écrouler et concéder trois touchdowns. Malgré un dernier drive qui ne donne rien, les Falcons sont éliminés sur le score de 30 à 27.
Deux ans plus tard, en 1982, lors d'une saison écourtée à la suite d'une grève générale des joueurs de la ligue, les Falcons se qualifient de nouveau pour la phase éliminatoire avec un bilan modeste de 5–4. Lors du premier tour contre les Vikings, l’attaque peine à avancer, mais les autres escouades permettent de mener 21 à 16 en début de dernier quart-temps. Néanmoins, la défense craque une nouvelle fois au moment crucial et concède deux touchdowns. Le match se solde par une défaite 30 à 24. Après la rencontre, l'entraîneur principal Leeman Bennett démissionne et est remplacé par Dan Henning.

### Longue transition (1983-1996)
Dès 1983, les Falcons d'Atlanta enchaîneront huit saisons d'affilée avec un bilan négatif. L'escouade défensive s'écroule, le coureur phare de l'équipe William Andrews se blesse sérieusement en 1984 et reste éloigné des terrains durant deux ans. Heureusement, les Falcons peuvent compter sur Gerald Riggs, drafté en 1982, pour enchaîner 3 saisons à plus de 1000 yards au sol entre 1984 et 1986. Cependant, Bartkowski a perdu deux de ses cibles préférées, à savoir Jenkins et Francis, et l'attaque perd progressivement son dynamisme. Après 5 défaites de rang dès le début de la saison 1985, Bartkowski est écarté au profit du jeune quarterback David Archer. Atlanta décide par la suite de libérer Steve Bartkowski, à cause de ses nombreuses blessures ; il joue une dernière saison aux Rams de Los Angeles avant de prendre sa retraite. William Andrews, après un court retour sur les terrains, décide de mettre un terme à sa carrière à la suite de sa terrible blessure de 1984. Sur le plan offensif, Riggs et Archer font de leur mieux, mais c’est surtout la défense retrouvée qui dynamise les Falcons en début de saison 1986. Malheureusement, cela ne dure pas longtemps et l’équipe termine sur un 7–8–1 néanmoins encourageant. Ce n’est visiblement pas suffisant pour l’organisation, qui renvoie Henning pour rappeler Marion Campbell une seconde fois à la tête de l’équipe.
En 1987, une seconde grève des joueurs oblige la NFL à raccourcir la saison d'une journée. Les joueurs professionnels désertent temporairement la ligue. L'entraîneur d'Atlanta devra utiliser pas moins de cinq quarterbacks différents, entre Archer, Jeff Van Raaphorst, Scott Campbell, Erik Kramer et le rookie Chris Miller. L'équipe peine à trouver de la stabilité et les résultats restent médiocres.
Lors de la Draft 1989, les Falcons sélectionnent en 5e position le jeune cornerback de Florida State, Deion Sanders, qui établit par la suite plusieurs records pour la franchise. Il demeure durant cette période une des rares satisfactions chez les Falcons avec 24 interceptions en 5 saisons, mais également 5 touchdowns sur retours de punt/kickoff. Sa personnalité showman et sa double carrière menée en baseball chez les Yankees, puis les Braves, permettent également de garder Atlanta sous les feux des projecteurs durant ces années pauvres en résultats. Marion Campbell donne sa démission à la fin de la saison, et il est remplacé par un ancien de la maison : Jerry Glanville.
Après avoir entraîné les Oilers de Houston, Jerry Glanville est donc nommé au poste d’entraîneur du côté d’Atlanta. À son contact, l’identité visuelle des Falcons change : le pantalon blanc est remplacé par un nouveau modèle de couleur argent, les casques et maillots rouges deviennent noirs, collant ainsi mieux à la personnalité du nouvel entraîneur, toujours habillé en noir. Avec lui, les « 2 Legit 2 Quit » Falcons (en référence à la musique de MC Hammer où plusieurs joueurs de l'équipe ont tourné dans le clip) terminent la saison 1991 avec un bilan positif de 10–6 et retrouvent enfin la phase éliminatoire. Ils s'imposent face aux Saints de La Nouvelle-Orléans 27 à 20 grâce à une passe de 61 yards entre le quarterback Chris Miller et son receveur Michael Haynes, dans l'ultime quart-temps. Ce sont ensuite les Redskins de Washington qui se dressent sur le chemin des Falcons : la défense éteint complètement Chris Miller qui lance quatre interceptions, et les futurs champions l’emportent 24-7 sous une pluie battante.
C'est également durant cette même saison qu'est drafté en 33e position le quarterback Brett Favre. Il reste troisième quarterback de l'équipe, étant vu d'un mauvais œil par Glanville à cause de son goût prononcé pour la fête et l'alcool, confirmant ainsi une réputation qu'il s'était bâtie à l'université de Southern Mississippi. Durant son court passage à Atlanta, il ne lance le ballon qu'à quatre reprises, concédant deux interceptions et deux passes ratées. En échange d'un choix de premier tour de draft, il atterrit lors de la saison 1992 à Green Bay où il devient un des meilleurs quarterbacks de l'histoire.
En 1992, les Falcons quittent le seul stade qu’ils aient connu jusqu’alors, l’Atlanta-Fulton County Stadium, et s’installent au Georgia Dome dont la capacité est d’environ 70 000 places (soit 10 000 de plus que le précédent). Se succèdent alors 2 saisons à 6–10 où seuls Deion Sanders, Andre Rison et le quarterback Bobby Hebert parviennent à tirer leur épingle du jeu, la défense plombant les résultats de l’équipe avec une moyenne de 25 points encaissés par rencontre sur cette période. Jerry Glanville est limogé et remplacé par June Jones, jusqu'alors coordinateur offensif de l'équipe.
Lassé par le niveau de l’équipe et profitant de la toute nouvelle free agency, Deion Sanders part chez les 49ers ; mais Atlanta sait également en tirer parti avec les venues du quarterback Jeff George des Colts d'Indianapolis et du receveur Terance Mathis des Jets, alors qu’elle drafte le coureur Jamal Anderson. Le duo George-Mathis va ressusciter l’attaque avec la participation d'Andre Rison, mais comme la défense reste médiocre, les Falcons ne peuvent que prétendre à un bilan de 7–9 en 1994.
En 1995, Jones a son attaque Run and Shoot bien en main : même si Andre Rison part chez les Browns, George reçoit l’aide du sophomore Bert Emanuel et de la récente acquisition d'Eric Metcalf ; avec Mathis ils forment un trio de receveurs explosif qui aide le quarterback à faire la meilleure saison de sa carrière avec 4134 yards et 24 touchdowns. Néanmoins, la défense continue de traîner la patte et le dernier match contre San Francisco, champion en titre, est décisif pour une qualification en phase éliminatoire. Jeff George sort sur blessure, mais le remplaçant Bobby Hebert fait un match remarquable, lançant deux passes de touchdowns en deuxième mi-temps pour l’emporter 28-27 ; le bilan de 9–7 permet à Atlanta d’accéder aux playoffs. Le tour de wild card voit les Falcons affronter une figure familière, le MVP Brett Favre des Packers. Malgré un bon départ avec le premier touchdown du match, Atlanta va courir après le score le reste de la partie pour perdre 37-20.
La saison 1996 est loin d’être couronnée du même succès : les Falcons commencent par huit défaites consécutives et avec une altercation mémorable entre Jeff George et June Jones lors d’un match retransmis au niveau national. George est mis sur le banc remplacé par Bobby Hebert. Celui-ci tente de maintenir l’équipe à un niveau respectable mais la franchise termine la saison avec un bilan de 3–13. La franchise libère ensuite Jeff George et June Jones en fin de la saison.
Pour essayer de relancer l'équipe sur de bonnes bases, la franchise fait appel à Dan Reeves pour le poste d'entraineur principal, une figure locale ayant notamment permis aux Broncos de remporter plusieurs titres de conférences.

### Ère Dan Reeves (1997-2001)
Dan Reeves arrive en 1997 à Atlanta, tout comme le quarterback vétéran Chris Chandler lequel a été échangé contre un quatrième tour de draft aux Oilers de Houston. La première année de Reeves est compliquée mais sa méthode finit par marcher. Chandler apporte une sécurité dans le jeu aérien et Jamal Anderson gagne plus de 1000 yards à la course. La défense s’améliore en totalisant notamment 55 sacks et la franchise termine la saison avec un bilan encourageant de 7-9 grâce à une excellente seconde partie de saison. Malheureusement, cette même année, le propriétaire emblématique de la franchise, Rankin M. Smith Senior, décède à l’âge de 72 ans, la veille du match contre les Panthers de la Caroline. Son fils Taylor Smith prend sa succession.

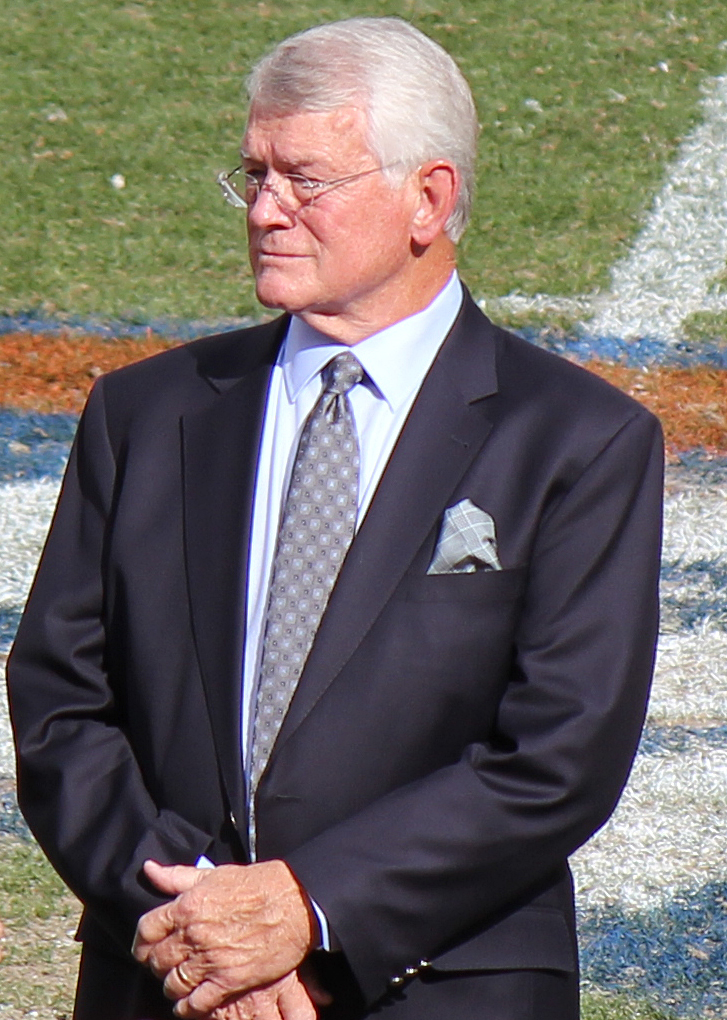
Dan Reeves en 2014.

L'année suivante, le receveur des Chargers de San Diego, Tony Martin, est engagé lors de la free agency. Reeves a un contrôle complet sur la franchise laquelle adhère complètement à ses principes : une attaque équilibrée avec un Chandler sûr, un trio aérien Mathis-Martin-Santiago efficace et un Anderson qui gagne 1846 yards et inscrit14 touchdowns à la course. La défense est plus que satisfaisante en saison régulière avec 19 interceptions et 24 fumbles forcés. Cette saison-là, Jamal Anderson et le tight end O.J. Santiago popularisent une célébration de touchdown surnommée The Dirty Bird laquelle deviendra le symbole de l'équipe. Les Falcons réalisent la meilleure saison de leur histoire avec quatorze victoires et deux défaites (face aux 49ers et aux Jets). Ils terminent l'exercice 1998 par une série de neuf victoires consécutives, remportant le titre de leur division et se qualifiant pour la phase éliminatoire en tant que deuxième tête de série de la conférence NFC. Deux semaines avant la fin de la saison régulière, Reeves doit être opéré pour bénéficier d'un quadruple pontage aorto-coronarien. L'équipe lui rend hommage en remportant le tour de division (Divisional Round) joué au Georgia Dome contre les 49ers de San Francisco sur le score de 20 à 18. Ils se qualifient pour la première finale de conférence NFC de leur histoire. Ils y retrouvent les Vikings du Minnesota, tête de série no 1 ayant terminée la saison avec un bilan presque parfait de 15–1. Les Falcons subissent le jeu de leur adversaire durant la majeure partie de la rencontre. Ils sont menés 27 à 17 en début du dernier quart temps. Après un field goal réussit par le kicker Morten Andersen, les Falcons n'ont plus besoin que d'un touchdown pour égaliser. Cela se produit à moins d'une minute de la fin du match, Mathis inscrivant un touchdown à la suite d'une réception de passe de Chandler. La rencontre se poursuit en prolongations. Morten Andersen, grâce à un field goal réussit de 38 yards, permet à Atlanta de remporter la conférence NFC. La franchise se qualifie pour son premier Super Bowl lequel est joué dans le Pro Player Stadium de Miami le 31 janvier 1999 face aux Broncos de Denver, ancienne équipe de Dan Reeves. Les Broncos sont entraînés par Mike Shanahan et emmenés par le quarterback multiple Pro Bowler John Elway. Denver sera plus réaliste et mène 17-6 à la pause. La contre-performance de Chandler (intercepté à trois reprises) scelle le match malgré un beau touchdown inscrit à la suite d'un retour de kickoff de 94 yards par Tim Dwight. Les Broncos remportent le match sur le score de 34 à 19. La saison des Falcons reste tout de même exceptionnelle. Ils établissent plusieurs records de la franchise dont celui du plus grand nombre de victoires obtenues en une saison (14) et celui du plus grand nombre de points inscrits en une saison (442 - record qui sera battu en 2016). Le running back Jamal Anderson obtient le record NFL du plus grand nombre de courses sur une saison (410, record battu en 2006 par le running back de Kansas City, Larry Johnson avec 416 courses) et le record de la franchise en nombre de yards gagné par la course sur une saison (1846).
En 1999, l'équipe perd à nouveau sa bonne dynamique. Jamal Anderson se blesse au genou en 2e semaine. La défense s'écroule, l'attaque patine. Les Falcons terminent la saison avec 5 victoires pour 11 défaites. La saison 2000 n'est pas meilleure et se termine avec un bilan de 4–12. Dan Reeves reste à la tête de l'équipe. Il estime qu'il faut sélectionner un jeune quarterback lors de la prochaine draft afin de régler le problème en attaque. La direction d'Atlanta sait que les Chargers, qui ont le premier choix de la draft 2001, ont de gros problèmes au poste de receveur. Atlanta propose donc à San Diego de faire un échange : le premier choix de la draft contre le cinquième choix d’Atlanta, un choix de troisième tour en 2001, un choix de deuxième tour en 2002 et le wide receiver Tim Dwight. Les Chargers acceptent et les Falcons obtiennent ainsi le premier choix de la draft 2000 et sélectionnent ainsi le quarterback de Virginia Tech, Michael Vick. Le tight end Alge Crumpler est également sélectionné lors de cette draft. Lors de sa première saison, Vick est considéré comme remplaçant, Chandler étant maintenu comme titulaire au poste de quarterback. Il effectue cependant quelques apparitions remarquées. Jamal Anderson se blesse à nouveau et la saison 2001 se termine sur un bilan mitigé de 7–9.

### Michael Vick (2002–2006)
La saison 2002 débute par beaucoup de changements en NFL et au sein de la franchise :
- Les Texans de Houston arrivent en NFL ce qui induit un réalignement des divisions ;
- Les Falcons sont regroupés avec des équipes de leur zone géographique et passent de la NFC West à la NFC South avec les Saints de La Nouvelle-Orléans, les Panthers de la Caroline et les Buccaneers de Tampa Bay.
- Taylor Smith vend la franchise à Arthur Blank, homme d'affaires et cofondateur du célèbre Home Depot, une entreprise de distribution d’équipements pour la maison, pour un montant approximatif de 545 millions de dollars[16] ;
- Chandler et Anderson sont libérés, Michael Vick et Warrick Dunn les remplacant poste pour poste.

Vick impressionne grâce à ses capacités de lanceur et de coureur. Il établit un record de 173 yards gagnés à la course par un quarterback lors du match joué contre Minnesota (record qui sera battu par Colin Kaepernick en 2013). En fin de saison, il totalise 777 yards gagnés à la course ainsi que 2936 gagnés à la passe. Grâce à Vick, Dunn et une défense à nouveau efficace, l’équipe termine la saison avec un bilan de 9–6–1 et se qualifie pour la phase éliminatoire. Au premier tour, Atlanta se déplace à Green Bay. Personne n’a jamais gagné en phase éliminatoire au Lambeau Field et les Packers ont fait une superbe saison à 11–5. De plus, il neige. Atlanta fait une première mi-temps parfaite et mène 24 à 0. Ils remporteront le match 27 à 7 et deviennent la première équipe à battre Green Bay chez eux en phase éliminatoire. Les Falcons perdent ensuite le tour de division joué à Philadelphie sur le score de 20 à 6.

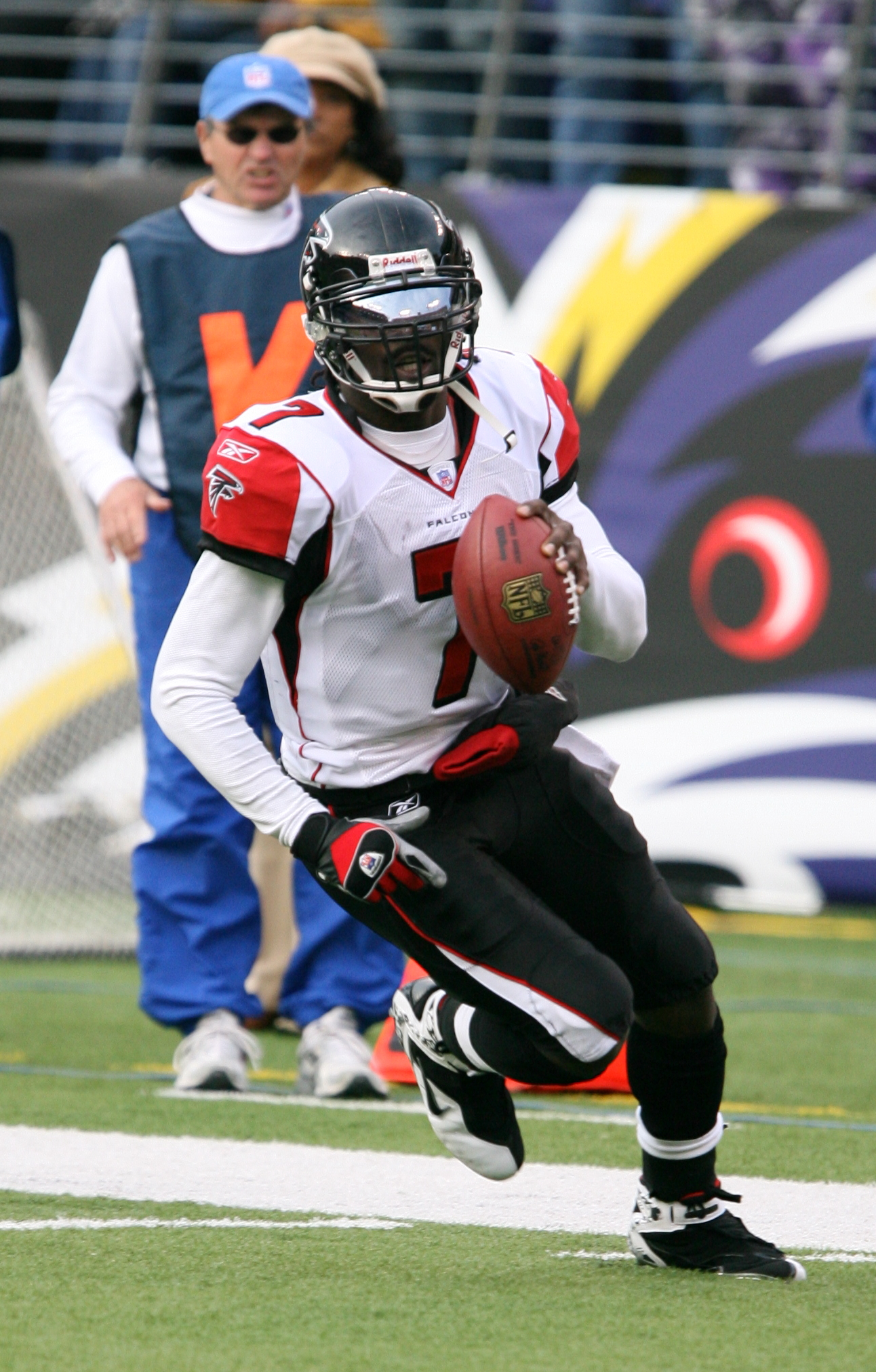
Michael Vick en novembre 2006 contre les Ravens.

L’espoir renaît chez les fans et espèrent que Michael Vick et une bonne défense vont leur permettre d'atteindre à nouveau le Super Bowl. Ces espoirs sont anéantis lors du match de présaison joué contre Baltimore lorsque Vick se fracture la jambe, le contraignant à manquer les douze premiers matchs de la saison. Son remplaçant Brad Johnson n'est pas du même niveau. Atlanta termine la saison avec un bilan de 5–11 en 2003 malgré les trois victoires obtenues lors des quatre derniers matchs grâce au retour de Vick. Dan Reeves est remercié en cours de saison et est remplacé par le coordinateur défensif des 49ers, Jim L. Mora. Un nouveau logo et de nouveaux uniformes sont mis en place la même année.
Lors de la draft de 2004, les Falcons sélectionnent avec le huitième choix le cornerback de Virginia Tech, DeAngelo Hall, puis le quarterback Matt Schaub comme potentielle doublure de Vick. Dunn et Vick vont à nouveau briller à la course. Vick gagne 902 yards à la course sur la saison. La défense ayant retrouvé un niveau correct, les Falcons terminent avec un bilan de 11–5, remportent un nouveau titre de division et se qualifient pour la phase éliminatoire. Lors du tour de division contre les Rams de Saint-Louis, le duo Vick-Dunn gagne 261 yards à la course. Vick inscrit deux touchdowns à la course ans et remporte le match 47 à 17. La finale de conférence NFC a lieu face aux Eagles de Philadelphie. La défense des Eagles va annihiler Michael Vick et Atlanta s’incline sur le score de 27 à 10. En fin de saison, Vick se voit offrir un contrat portant sur dix ans pour un montant de 130 millions de dollars, un record pour l'époque.
La saison 2005 débute bien avec six victoires et deux défaites, mais les blessures dans l'escouade défensive conduisent à un bilan équilibré à 8–8. L'avant-dernier match de la saison se termine par une défaite en prolongations 27-24 face aux Buccaneers de Tampa Bay, qui met fin aux espoirs de phase éliminatoire.
En 2006, l’histoire se répète. Après un début de saison à 5–2, la seconde partie de saison est catastrophique. Les Falcons terminent tout de même, pour la troisième année de suite, meilleure équipe NFL au nombre de yards gagnés à la course. Vick devient le premier quarterback de l'histoire à gagner plus de 1000 yards à la course sur une saison (1039 yards). Il reste cependant un passeur très inconstant, capable du meilleur comme du pire, terminant la saison avec évaluation moyenne de 75,7. Atlanta enchaîne les défaites et termine la saison avec un bilan négatif de 7–9. Le kicker Morten Andersen bat cette année-là plusieurs records NFL qu’il améliore la saison suivante :
- leader en termes de points inscrits en carrière avec 2544 points ;
- leader en nombre de field goal réussis en carrière avec 565 ;
- leader en nombre de field goal tentés en carrière avec 709 ;
- leader en nombre de matchs joué avec 382 matchs[20].

C’est la dernière saison de Jim Mora qui est remplacé par l'entraîneur principal de Louisville, Bobby Petrino. Malgré ses soucis de constance sur le terrain, Michael Vick est devenu une machine médiatique et publicitaire. On le voit partout, on estime qu'il représente un nouveau type de quarterback, digne successeur de Randall Cunningham ou Steve McNair.

### Année "cauchemar" (2007)
Au printemps 2007, au cours d’une enquête sur des faits de drogue impliquant le cousin de Michael Vick, la police découvre un système d’organisation de combats de chiens au domicile du quarterback. Les animaux les moins performants y sont torturés et exécutés. Des paris et de la drogue y sont aussi organisés. La NFL réagit rapidement et interdit à Vick de participer au camp d'entraînement des Falcons tant que l’enquête n’a pas abouti. Le 26 juillet, Vick est officiellement arrêté. Le 20 août, il plaide coupable pour les chefs d’accusation et la NFL le suspend indéfiniment. Il est condamné à 21 mois de prison puis à 2 mois d’assignation à résidence. Le contrat du triple Pro-Bowler est annulé par les Falcons et la franchise demande et obtient le remboursement des 20 millions de dollars garantis restants. Les publicitaires cassent tous les contrats de sponsoring les liant àVick. Il est obligé de se déclarer en banqueroute un peu plus tard.
Sur le plan sportif, la saison des Falcons est catastrophique. Les quarterbacks Joey Harrington, Chris Redman et Byron Leftwich se succèdent à la tête de l'attaque mais sans succès. L'équipe termine avec un bilan de 4 victoires pour 12 défaites.
Dès sa première saison, l'entraîneur Bobby Petrino se met à dos les joueurs dont le vétéran très respecté Alge Crumpler. Il réfute les rumeurs de son retour en NCAA, affirmant qu’il ne partira pas.
Le lendemain d’une défaite 34 à 14 à l'occasion du Monday Night Football joué en 14e semaine contre les Saints, Petrino démissionne et en informe ses joueurs en collant une simple lettre sur leur casier. Quelques heures plus tard, il tient une conférence de presse en tant que nouvel entraîneur des Razorbacks de l'Arkansas de la NCAA.

### Ère Mike Smith et Matt Ryan (2008-2014)
Avant le début de la saison 2008. Arthur Blank, humlié par l'attitude de Petrino, se retrouve obligé de s’expliquer sur ce qu’il s’est passé et en tire quelques enseignements. il choisit un nouveau manager général en la personne de Thomas Dimitroff, le directeur du scouting universitaire des Patriots. Ce dernier choisit un nouvel entraîneur, le coordinateur défensif des Jaguars de Jacksonville, Mike Smith. Enfin, Matt Ryan, quarterback de Boston College, est sélectionné en troisième choix global lors de la draft de 2008. Pour aider Ryan, l’équipe engage le running back des Chargers, Michael Turner, lequel devra remplacer Warrick Dunn en fin de carrière. Roddy White, acquis lors de la draft 2005, devient le wide receiver principal de l'équipe.
Dès son année rookie, Matt Ryan permet à son équipe de terminer avec un bilan de 11–5, manquant de peu le titre de la division gagné par les Panthers grâce à une victoire supplémentaire. Les Falcons accèdent néanmoins à la phase éliminatoire et affrontent les Cardinals de l'Arizona lors du premier tour (wild card). Ryan, inexpérimenté, se fait intercepter à deux reprises et concède un safety. Les Falcons sont défaits sur le score de 30 à 24. Ryan remporte néanmoins le titre de Rookie Offensif de l'Année tandis que Mike Smith est couronné entraîneur de l'année. Turner établit un nouveau record pour la franchise avec 17 touchdowns inscrits à la course sur une saison tandis que son coéquipier John Abraham totalise 16,5 sacks, effaçant le précédent record de la franchise détenu par Joel Williams depuis 1980.
En 2009, le secteur offensif est renforcé par le recrutement du tight end Tony Gonzalez des Chiefs. Michael Vick, après avoir terminé sa peine de prison, signe chez les Eagles de Philadelphie. La franchise va cependant comptabiliser beaucoup de blessés dont le quarterback Ryan (orteil) et le running back Turner (cheville). L’équipe termine la saison avec un bilan de 9-7 mais n'est pas qualifiée pour la phase éliminatoire. C'est la première fois en 43 ans d’existence qu'elle termine deux saisons consécutives avec un bilan positif.
Ryan et Turner sont rétablis pour le début de la saison 2010. Roddy White réalise la meilleure saison de sa carrière réussissant 115 réceptions pour un gain cumulé de 1 389 yards. La défense emmenée par John Abraham et le cornerback non-drafté signé en 2007 Brent Grimes, est aussi excellente. Les Falcons terminent la saison en tête de leur division avec un bilan de 13–3 et est classée première équipe de la conférence NFC. Les Falcons reçoivent lors du tour de division les Packers de Green Bay qu'ils avaient difficilement battu en saison régulière au Georgia Dome sur le score de 20 à 17 à la suite d'un field goal de 47 yards réussit à quelques secondes de la fin du match par Matt Bryant. Atlanta commence bien le match en menant 14 à 7. Ryan lance alors deux ballons qui sont interceptés ; une interception est même retournée et transformée en touchdown juste avant la mi-temps, permettant aux Packers de mener 28 à 14 à la pause. Atlanta finit par s’incliner sur le score de 48 à 21. Neuf joueurs de l'effectif des Falcons sont sélectionnés pour le Pro Bowl 2011, nouveau record de la franchise.
Lors de la draft 2011, Les Falcons passent un accord avec les Browns de Cleveland pour remonter dans le premier tour de la draft 2011 afin de sélectionner en sixième choix global le receveur Julio Jones d'Alabama. Avec White, Jones, Gonzalez, Tuner et Matt Ryan, l'attaque est devenue une des meilleures de la NFL, ce qui permet de terminer la saison avec un bilan de 10–6. C'est insuffisant pour remporter le titre de leur division (remporté par les Saints) mais suffisant pour disputer le premier tour de phase éliminatoire pour la deuxième année consécutive. Le match se déroule au MetLife Stadium contre les Giants de New York. La défense des Giants étouffe Ryan (limité à 199 yards à la passe) et Turner (limité à 41 yards au sol) et remporte le match 24 à 2. Pour la deuxième saison consécutive, Atlanta est éliminé par les futurs vainqueurs du Super Bowl.
En 2012, Atlanta commence la saison par huit victoires consécutives, devenant la dernière équipe encore invaincue. Julio Jones confirme les espoirs placés en lui en bouclant la saison avec 10 touchdowns et 1198 yards à la réception. Le receveur Roddy White réalise une année à plus de 1000 yards et Matt Ryan réalise la meilleure saison de sa jeune carrière, en gagnant 4719 yards et inscrivant 32 touchdowns à la passe. Les Falcons remportent la NFC Sud avec un bilan de 13 victoires pour 3 défaites et sont classés premiers de la conférence NFC. Ils affrontent les Seahawks de Seattle lors du tour de division. Atlanta mène 20-0 à la mi-temps mais les Seahawks reviennent au score et passent devant à 31 secondes de la fin du match (28-27 en faveur de Seattle). Ryan parvient à mener rapidement un dernier drive et permet au kicker Matt Bryant de réussir un field goal de 49 yards qui donne la victoire aux Falcons. En finale de conférence NFC, Atlanta reçoit les 49ers de San Francisco. Atlanta mène 17-0 puis 24-14 à la mi-temps, mais les 49ers grâce à leur running back Frank Gore inscrivent deux touchdowns. Le dernier drive des Falcons se termine sur les dix yards des 49ers et Atlanta perd le match 28-24.

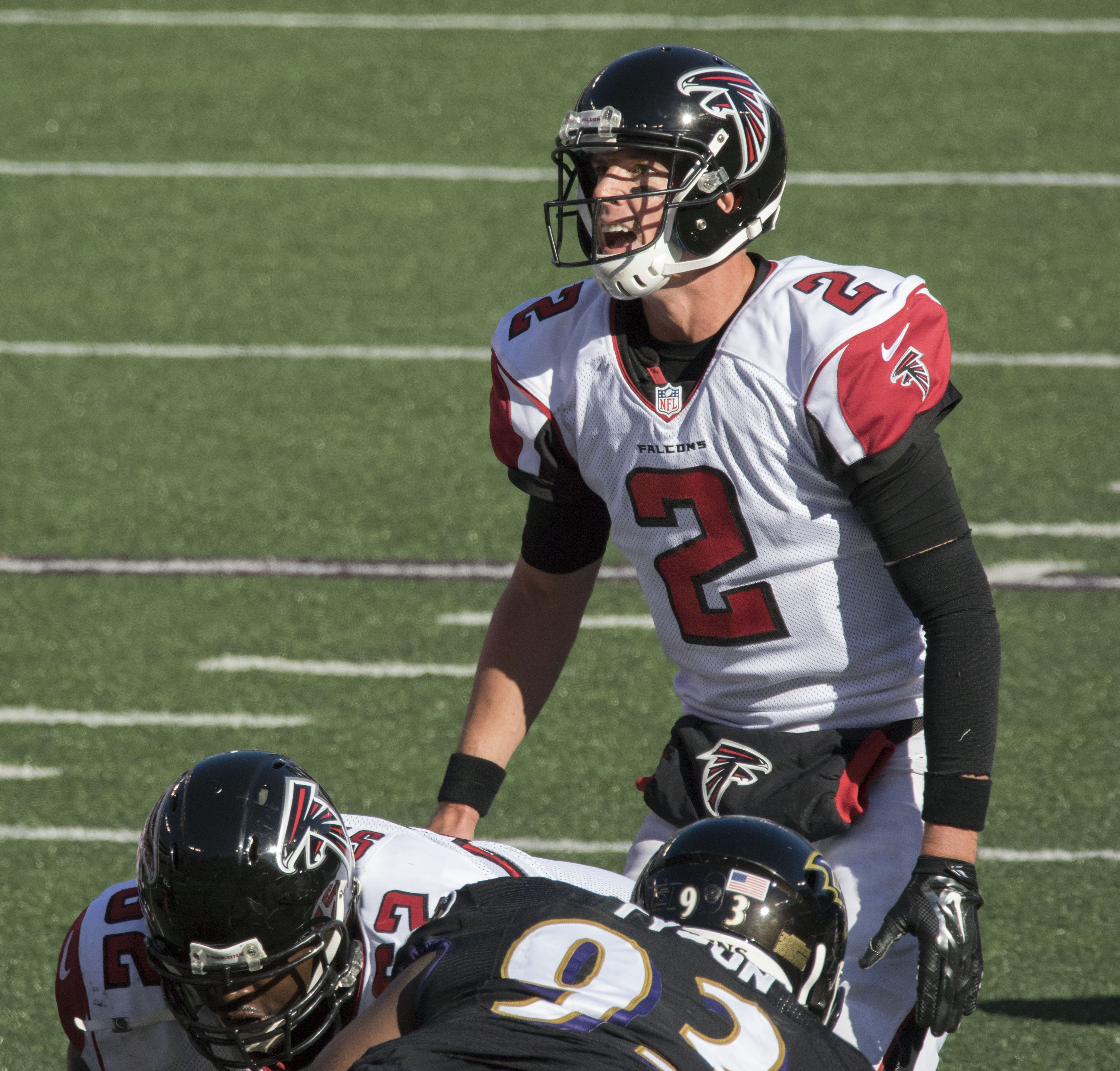
Matt Ryan en 2014.

Les Falcons sont considérés en début de saison 2013 comme de sérieux prétendants au Super Bowl. Il n'en sera rien : plusieurs blessures entravent les performances de l'équipe qui finit, pour la première fois depuis 2007, la saison avec un bilan négatif (4–12). Les choix de draft cédés aux Browns pour acquérir Julio Jones ne permettent pas de réellement renforcer l'équipe, malgré l'apport du cornerback rookie Desmond Trufant. Le running back vétéran Michael Turner est remplacé par un autre vétéran en fin de carrière, Steven Jackson. Tony Gonzalez prend sa retraite en fin de la saison après une 14e et dernière sélection au Pro Bowl.
Les Falcons avec le sixième choix global de la draft 2014 sélectionnent Jake Matthews qui jouait au poste d'offensive tackle pour Texas A&M. Ils gardent l'opportunité de se qualifier pour la phase éliminatoire jusqu'en dernière semaine, en recevant les Panthers de la Caroline : le vainqueur remportera le titre de la division NFC Sud et sera qualifié pour la phase éliminatoire. Atlanta perd le match sur le score de 34 à 3, Matt Ryan lançant deux interceptions retournées en touchdowns et se faisant sacker à six reprises. La saison se termine sur un bilan de 6–10. Les Falcons affichent la pire défense de la ligue en termes de yards encaissés avec un pass rush des plus inefficaces. Le lendemain du match contre Carolina, Mike Smith est limogé après sept saisons à la tête de l'équipe. Il est remplacé par Dan Quinn, coordinateur défensif des Seahawks.

### 2015-2020: Ère Dan Quinn

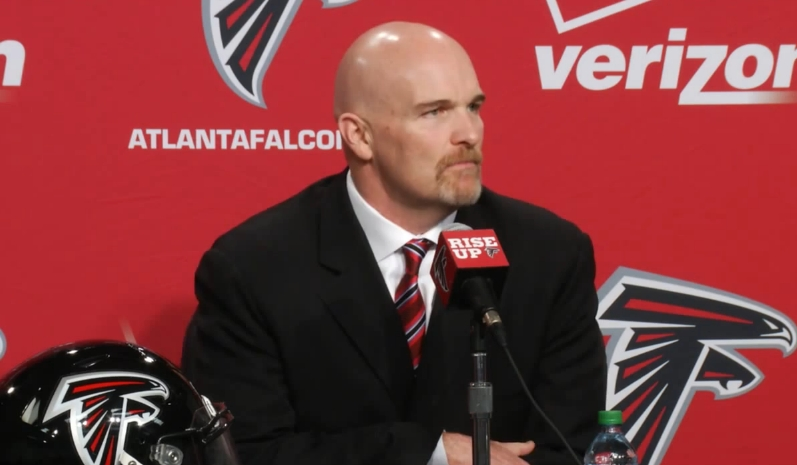
Dan Quinn en conférence de presse en 2015.

Pour la cinquantième saison NFL de la franchise, Dan Quinn est engagé par Atlanta notamment pour améliorer la défense. Pour y parvenir, la franchise sélectionne le linebacker Vic Beasley lors du premier tour de la draft 2015. L'équipe commence la saison par cinq victoires consécutives mais l'attaque va s'essouffler malgré Julio Jones qui dépasse Jerry Rice et devient deuxième meilleur receveur de l'histoire de la NFL au niveau des yards gagnés en réception sur une saison (avec 1871 yards soit à 93 yards du record détenu par Calvin Johnson). Tout comme Antonio Brown des Steelers, il réussit également cette année-là, 136 réceptions ce qui constitue la deuxième meilleure performance sur une saison de l’histoire de la NF. Roddy White ayant déçu est libéré en fin de la saison. Les Falcons perdent huit de leurs onze derniers matchs et termine la saison avec un bilan de 8–8. Les Falcons seront la seule équipe cette année-là à battre les Panthers au cours de la saison régulière (20-13).
À la suite d'une enquête réalisée par la NFL concernant l'utilisation supposée de bruits artificiels mêlés à la foule au Georgia Dome, les Falcons perdent un choix de draft en 2016. Toujours afin de renforcer la défense, Atlanta sélectionne au 1er tour Keanu Neal, safety des Gators de la Floride. Pour leur 25e et dernière saison au Georgia Dome, Atlanta perd le premier match en première semaine face aux Buccaneers de Tampa Bay (31-24). L'équipe s'impose lors des quatre matchs suivants, dont notamment une victoire 48-33 face aux Panthers où Matt Ryan lance pour 503 yards (record de franchise) et Julio Jones réceptionne 12 passes pour un gain cumulé de 300 yards (record de franchise). Ils deviennent ainsi le premier duo quarterback-receveur de l'histoire de la franchise et de la NFL (depuis l'ère Super Bowl) à gagner 500 yards à la passe et 300 yards à la réception. L'attaque est performante sous les ordres du coordinateur offensif Kyle Shanahan, fils de Mike Shanahan. Le duo de jeunes coureurs, Devonta Freeman et Tevin Coleman, compile près de 1600 yards et 19 touchdowns au cours de la saison. Julio Jones totalise un gain cumulé de1409 yards à la réception et Matt Ryan frôle la barre des 5000 yards gagnés à la passe (4944), inscrivant 38 touchdowns pour 7 interceptions et obtenant une évaluation de 117.1, record de la franchise pour un quarterback. L'attaque inscrit 540 points en 16 rencontres (7e meilleur total de l'histoire de la NFL), soit une moyenne de 33,7 points par match. La défense n'est pas aussi spectaculaire mais montre de vrais progrès grâce notamment à Vic Beasley qui totalise le plus grand nombre de sacks sur la saison NFL (15,5). L'équipe remporte le titre de sa division, terminant avec un bilan positif de 11-5. Elle est classée seconde de la conférence NFC et se qualifie pour la phase éliminatoire.
À l'occasion du tour de division, Atlanta accueille les Seahawks de Seattle qui les avaient battu 26 à 24 en saison régulière. Atlanta mène 19-10 à la mi-temps et remporte le match 36 à 20 grâce à un très bon match de Ryan (338 yards, 3 touchdowns). En finale de conférence NFC et pour leur dernier match au Georgia Dome, ils reçoivent les Packers de Green Bay. Les Falcons mènent 24 à 0 à la pause et battent les Packers sur le score de 44 à 21. Ils se qualifient ainsi pour le 51e Super Bowl. La veille du match, à l'occasion de la remise des NFL Honors, Matt Ryan est désigné MVP de la saison régulière et meilleur joueur offensif de l'année. Il devient le premier Falcon à recevoir le trophée individuel le plus important sur une saison NFL. Au cours de la même cérémonie, Kyle Shanahan reçoit le titre d'assistant entraîneur de l'année.
Le 5 février 2017, au NRG Stadium de Houston, Atlanta affronte à l'occasion du Super Bowl LI, les Patriots de la Nouvelle-Angleterre. Après un premier quart temps d'observation, les Falcons s'envolent dans le deuxième quart-temps pour mener 21-3 à la mi-temps. Après un nouveau touchdown, Atlanta mène 28 à 3 puis 28 à 9 avant le dernier quart-temps. C'est alors que les Patriots emmenés par leur quarterback Tom Brady entament une remontée historique. Ils inscrivent à une minute de la fin du match, le touchdown et la conversion à deux points qui leur permettent d'égaliser à 28 partout. Pour la première fois dans l'histoire de la NFL, un Super Bowl va se disputer lors de la prolongation. Les Patriots remportent le tirage au sort, Tom Brady remonte judicieusement le terrain et c'est le running back James White qui scelle les espoirs d'Atlanta à la suite d'un touchdown inscrit à la course. La franchise de Foxborough et Tom Brady remportent ainsi leur 5e Super Bowl.
Dan Quinn est remercié en octobre 2020 après un mauvais début de saison (5 défaites en 5 rencontres). Le directeur général de la franchise, Thomas Dimitroff et le coordinateur des équipes spéciales sont aussi licenciés. Raheem Morris est nommé entraîneur par intérim. C'est Arthur Smith (en), ancien coordinateur offensif des Titans du Tennessee qui est nommé officiellement au poste d'entraîneur pour lui succéder, le 15 janvier 2021.

### Ère Arthur Smith (2021-2023)
Le 15 janvier 2021, les Falcons annoncent que le coordinateur offensif des Titans du Tennessee, Arthur Smith (en), devient le 18e entraîneur principal de la franchise.
Quatre jours plus tard, Terry Fintenoot, cadre des Saints de La Nouvelle-Orléans, est engagé au poste de manager général des Falcons.
Le tight end Kyle Pitts est sélectionné en 4e choix global de la draft 2021 et le wide receiver expérimenté Julio Jones est transféré aux Titans du Tennessee, celui-ci ayant publiquement réclamé un transfert,. Les Falcons améliorent leur bilan de la saison précédente et terminent avec 7 victoires pour 10 défaites.
Le 21 mars 2022, les Falcons échangent leur quarterback expérimenté Matt Ryan aux Colts d'Indianapolis. En fin de saison 2022, l'équipe termine dernière de la NFC South avec un bilan de 7 victoires pour 10 défaites.
Les Falcons commencent la saison 2023 avec des attentes accrues après avoir sélectionné en 8e choix global de la draft, Bijan Robinson, running back des Longhorns du Texas, et en ayant amélioré l'équipe au cours de la free agency en ayant signé, en autres, Jessie Bates et Calais Campbell en défense. Néanmoins, les Falcons terminent, pour la troisième saison consécutive, avec un bilan négatif de 7-10, la défaite 17 à 48 contre les Saints de La Nouvelle-Orléans lors du dernier match ayant annihilé leur qualification pour la série éliminatoire. Le lendemain du match, Smith est viré après trois saisons au poste d'entraîneur principal.

### Raheem Morris (depuis 2024)
Le 25 janvier 2024, les Falcons annoncent que Raheem Morris est engagé en tant que 19e entraîneur principal de l'histoire de la franchise. Au cours des premiers mois, Morris fait l'objet d'un examen minutieux et de critiques pour quelques décisions douteuses en matière de sélection de joueurs.

## Stade

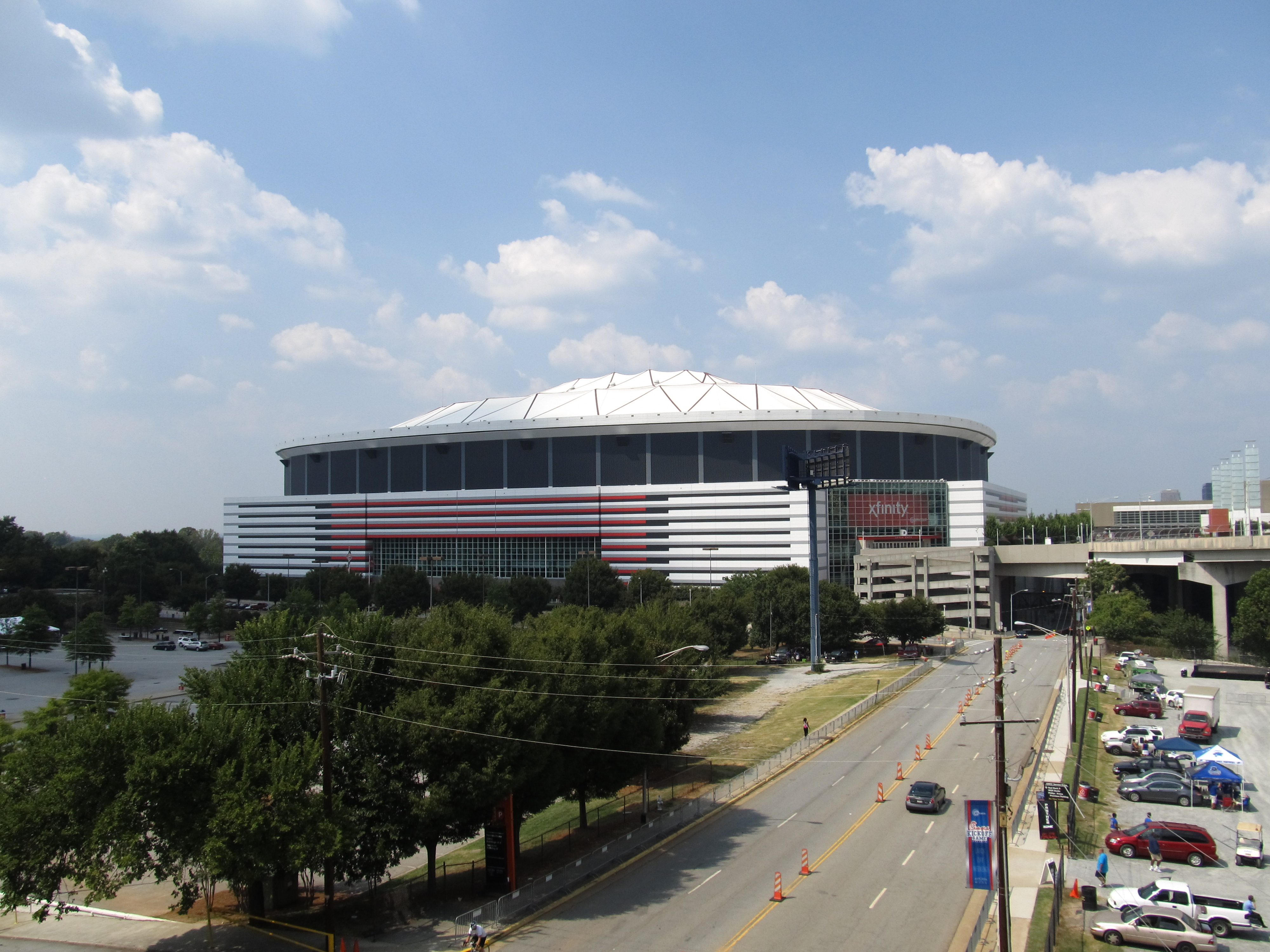
Georgia Dome vu de l'extérieur (2011).

Le premier stade des Falcons était l'Atlanta-Fulton County Stadium qu'ils ont du partager jusqu'en 1991 avec l'équipe de baseball des Braves d'Atlanta.
Le nouveau stade de la franchise, le Georgia Dome, est inauguré avant le début de la saison 1992. Il possède un toit fermé et peut accueillir jusqu'à 74 000 spectateurs, soit environ 10.000 de plus que son prédécesseur démoli en 1997. Le « Dome » a fréquemment été utilisé pour du football américain universitaire, notamment pour des matchs des Panthers de Georgia State, mais également pour accueillir des finales universitaires comme le Peach Bowl joué à Atlanta depuis sa création en 1968.

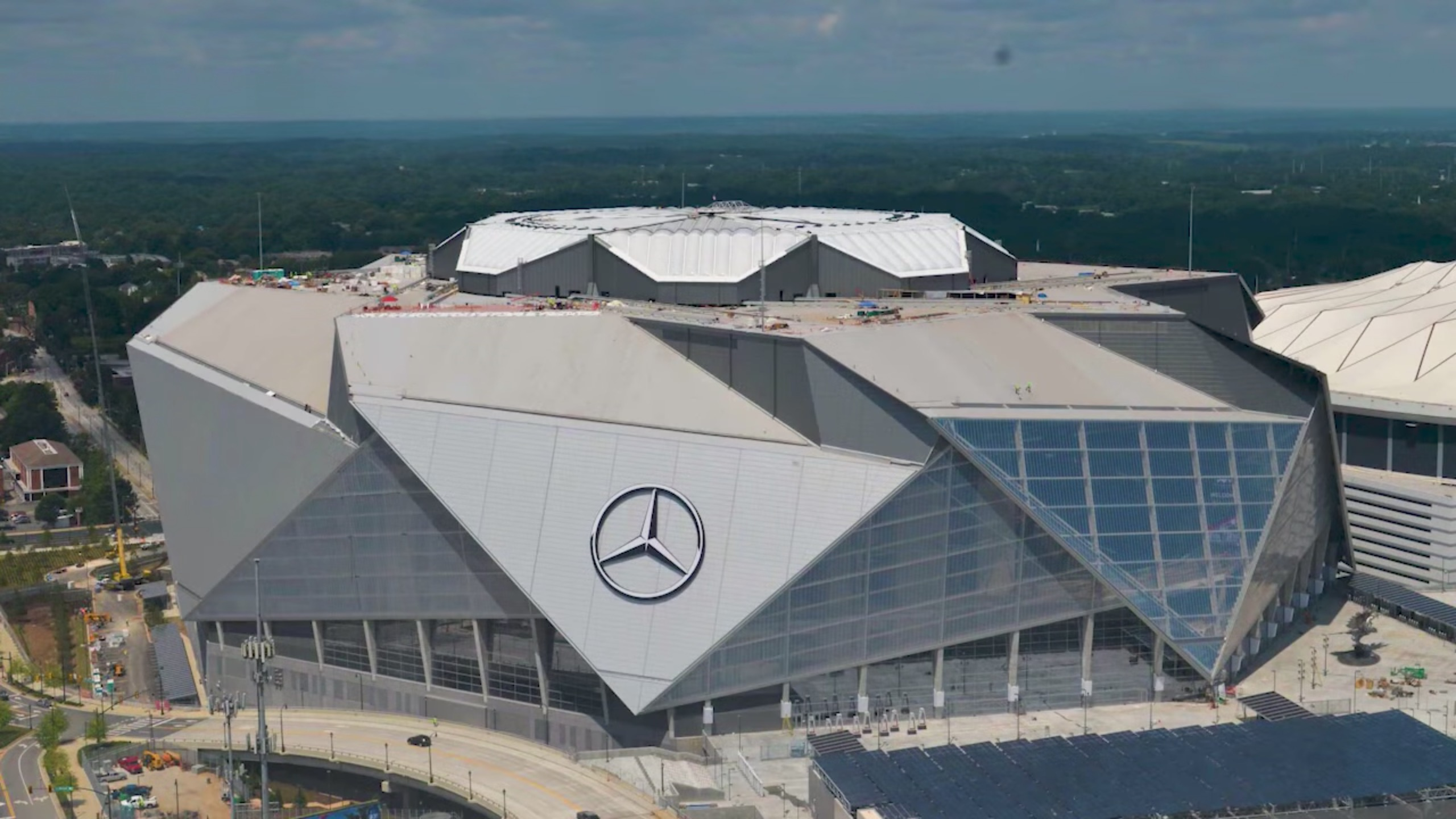
Le Mercedes-Benz Stadium.

Afin de remplacer le Dome vieillissant et dans l'espoir d'accueillir un Super Bowl à Atlanta, son propriétaire Arthur Blank propose à la ville d'Atlanta de construire un nouveau stade ultra-moderne avec toit rétractable juste à côté du Georgia Dome. En mars 2013, le Conseil de la Ville d'Atlanta vote à 11 voix contre 4 en faveur de la construction du nouveau stade. La construction débute en mai 2014 et s'achève en 2017. Le stade permettant d'accueillir les matchs des Falcons d'Atlanta et ceux du club de soccer d'Atlanta United (MLS) avec une capacité d'accueil similaire à celle du Dome. Ce dernier sera démoli pour notamment accueillir le parking du nouveau stade et un hôtel de 800 chambres. Le 24 août 2015, Arthur Blank annonce que le nom du futur stade sera le Mercedes-Benz Stadium, sponsorisé par la marque Mercedes-Benz.
En fin de saison 2016, les Falcons jouent leur dernier match de saison régulière au Georgia Dome face aux éternels rivaux des Saints de La Nouvelle-Orléans (victoire 38-32). Qualifiés pour la phase éliminatoire, ils jouent leur dernier match officiel dans cette enceinte le 22 janvier 2017 face aux Packers de Green Bay en finale de conférence NFC. Ils finissent de la plus belle des manières par une victoire 44-21 qui les propulse au Super Bowl LI.
Ils inaugurent leur nouvelle enceinte le 27 août 2017, à l'occasion du troisième match d'avant saison, face aux Cardinals de l'Arizona qu'ils perdent sur le score de 24 à 14.

## Image et identité

### Couleurs et uniformes
Pour leur première saison en 1966, les Falcons arboraient des casques rouges orné d’un logo représentant sommairement un faucon noir entouré d’un liseré rouge et représentant grossièrement la lettre F, initiale des Falcons. Au centre du casque était dessinée une bande centrale noire entourée par deux bandes dorées et deux bandes blanches. Ces couleurs représentaient en réalité les deux clubs rivaux universitaires de l’État de Géorgie : les Yellow Jackets de Georgia Tech (pour le blanc et doré) et les Bulldogs de la Géorgie (pour le rouge et noir). Seule la couleur dorée a progressivement disparu à l’inverse du rouge, du noir et du blanc qui demeurent les couleurs historiques de la franchise. Ils portaient à l’époque un pantalon blanc et un maillot noir à domicile et blanc à l’extérieur. À l’origine, le logo était également présent sur les manches du maillot mais il fut remplacé par un motif de bande rouge et blanche 2 ans plus tard.
Ils changent d’uniformes pour la première fois en 1971 en adoptant un maillot rouge à domicile (et blanc à l’extérieur), puis un pantalon argenté à partir de 1978. Le logo refait son apparition sur les manches en 1979.
En 1990, l’uniforme change à nouveau. Les Falcons jouent alors avec des casques noirs, un pantalon argenté et un maillot noir (et blanc à l'extérieur). Les bandes sur le casque et sur les manches sont supprimées. Les numéros des joueurs sont inscrits en noir sur les maillots blancs mais seront mentionnés en rouge dès 1997.
Puis, le logo et les uniformes changent tous les deux en 2003. Concernant les uniformes, les Falcons revêtent un nouveau maillot noir à domicile, blanc à l’extérieur et une tunique rouge alternative. Le blanc refait son apparition sur les pantalons. Une bande rouge est également introduite sur les côtés de l’uniforme (noire pour le maillot alternatif).

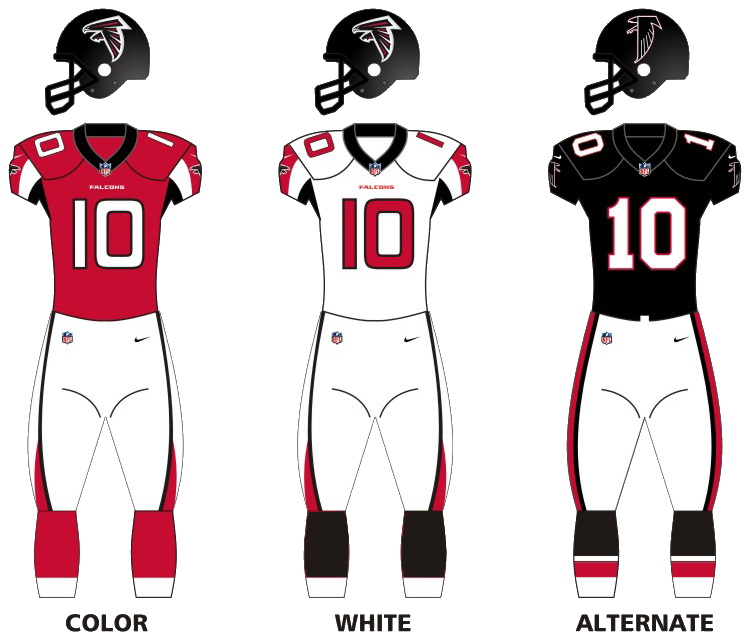
Ensembles de maillots portés pendant la saison 2017.

En 2004, le maillot rouge devient le maillot principal et le noir devient alors la tunique alternative, le pantalon blanc est conservé. Dans certains matchs à l’extérieur, les Falcons arborent une tenue blanche et noire. Atlanta arbore également un uniforme complètement noir lors du match au Dome contre leurs grands rivaux, les Saints de La Nouvelle-Orléans, et ceci jusqu’à la saison 2007.
À l’occasion de quelques matchs, les Falcons ont l'autorisation de revêtir un uniforme semblable à celui porté par l’équipe originelle de 1966, comme lors des matchs les opposant aux Chargers et aux 49ers durant la saison 2016. En 2012, la ligue signe un contrat avec l’équipementier Nike et les maillots reçoivent de très légères modifications.

### Logo
Le logo représente un faucon noir dont la forme s'apparente à la lettre F, initiale du nom de la franchise.
Initialement entouré d'un liseré rouge, celui-ci est supprimé dès 1990.
Il subit un changement de design majeur le 19 mars 2003, la franchise optant pour un dessin renvoyant plus de puissance et d'agressivité, avec l’ajout de nuances de rouge et d’argent, et plus proche de cette lettre F.
En 2015, un logo commémoratif est édité pour la 50e saison de la franchise.

Évolution du logo
1966 à 1989.
1990 à 2002.
Depuis 2003.
Logo commémoratif des 50 ans de la franchise en 2015.

### Mascotte et pom-pom girls
Comme la grande majorité des franchises NFL, Atlanta possède sa troupe de pom-pom girls chargée d'assurer le spectacle sur le bord de touche auprès du public, tout comme Freddie Falcon, la mascotte officielle de l'équipe, qui porte le numéro 00.

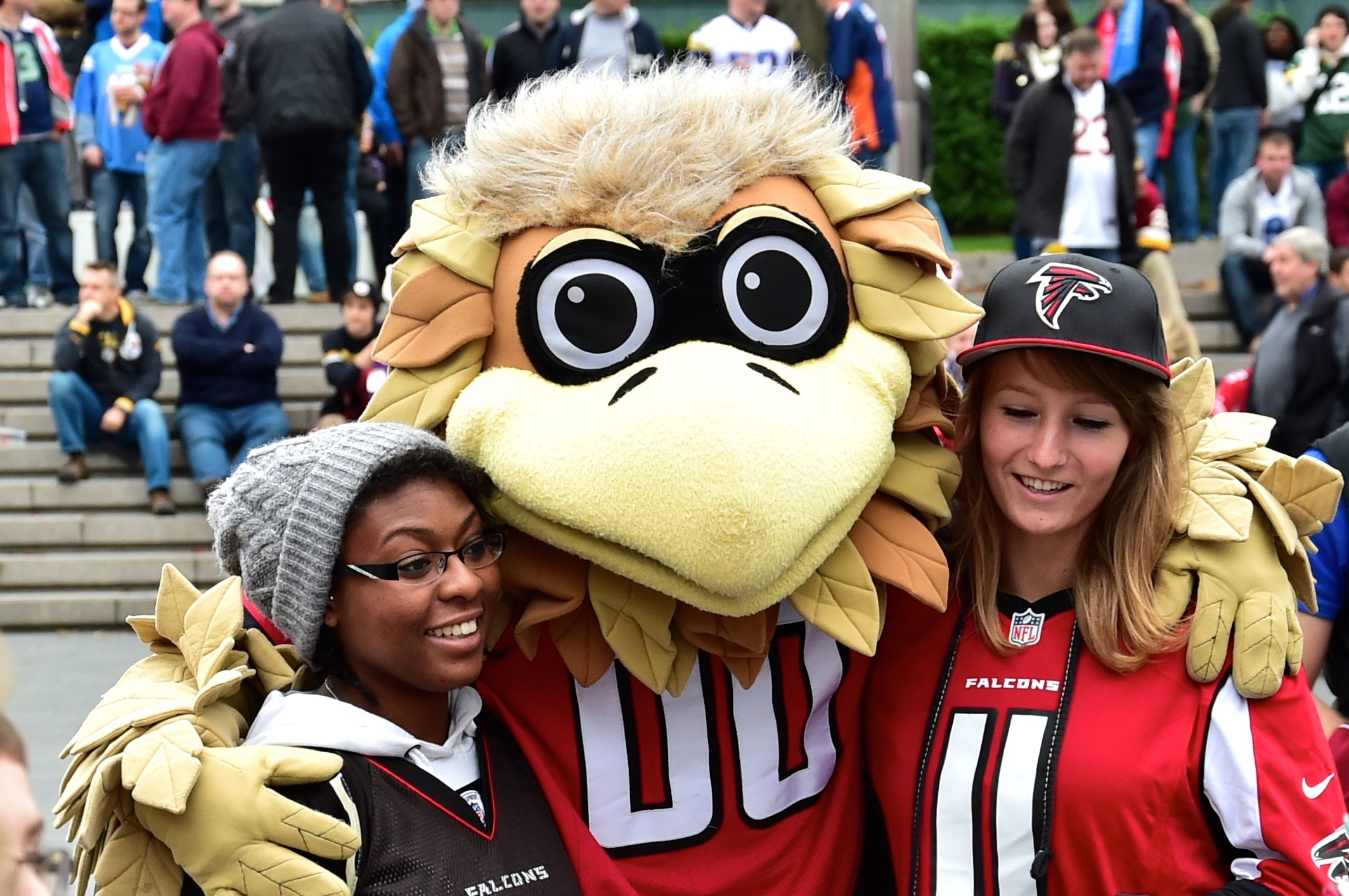
Mascotte des Falcons d'Atlanta.
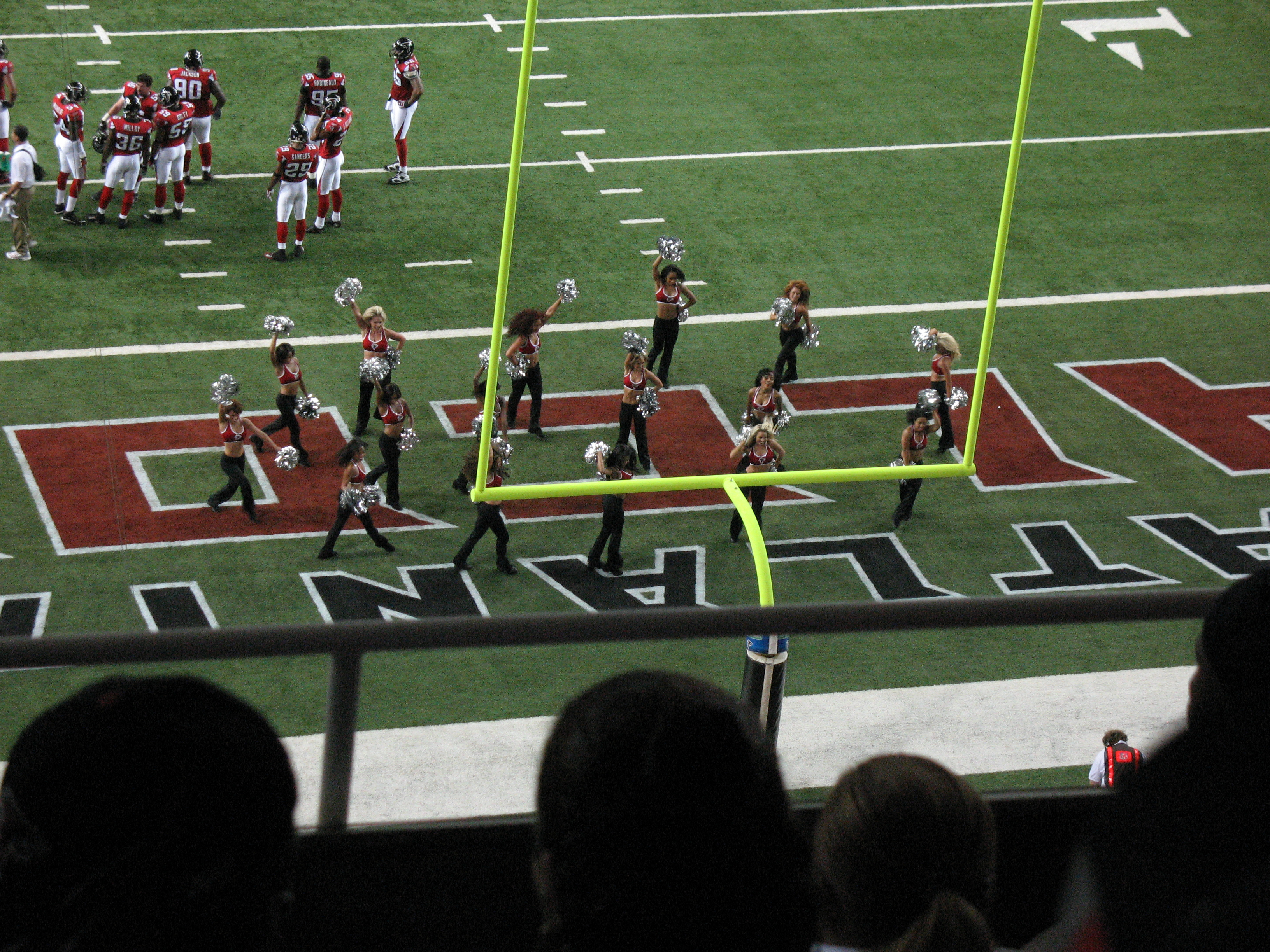
Pom-pom girls d'Atlanta.
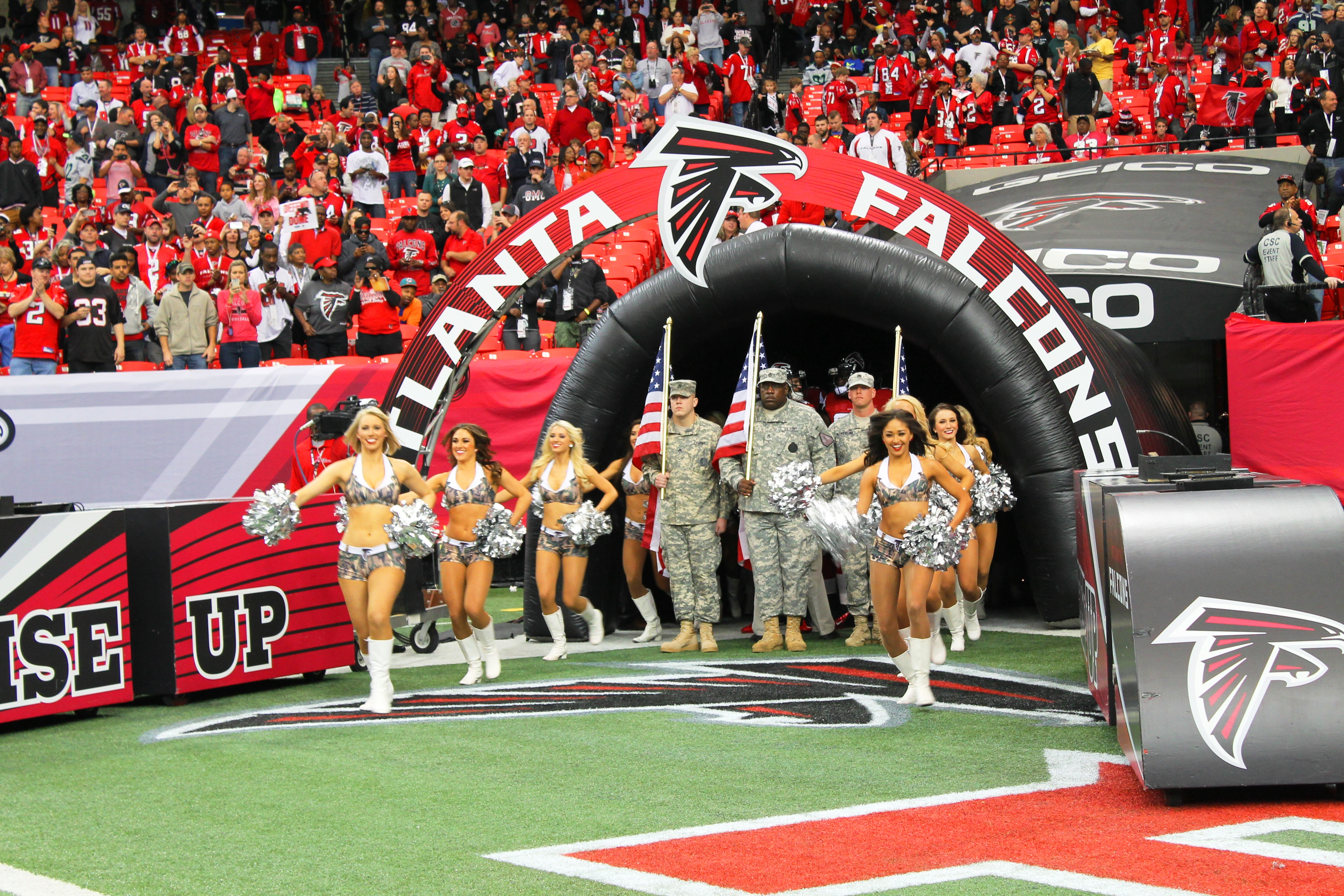
Entrée des Falcons accompagnés des pom-pom girls et de la Garde Nationale de Géorgie.

### Rivalités
- Saints de La Nouvelle-Orléans

Cette rivalité de division est de loin la plus vieille et la plus importante en NFC Sud. Créées à un an d'intervalle, elles font partie des premières véritables franchises du Sud profond (avec les Dolphins). La rivalité n'est que rarement soulignée par les médias nationaux durant les premières décennies, probablement en raison des saisons peu glorieuses réalisées par les deux franchises. La rivalité a réellement commencé à s'intensifier lorsque les deux équipes sont devenus adversaires de division dès 1970, les faisant s'affronter deux fois par saison. Malgré le fait d'être toutes les deux situées à l'Est du Mississippi, elles furent placées ensemble dans la division Ouest de la NFC, en compagnie des Rams et des 49ers. La première rencontre eut lieu le 20 novembre 1967 pour une victoire des Saints sur le score de 27-24. À la suite d'une réforme des divisions en 2002, les Saints et les Falcons se retrouvent réattribués en NFC Sud, en compagnie des Panthers de la Caroline et des Buccaneers de Tampa Bay. L'une des rencontres les plus symboliques entre ces deux équipes est certainement celle du 25 septembre 2006 pour le retour des Saints dans leur Superdome depuis le 26 décembre 2004, à la suite de l'ouragan Katrina. Les Falcons s'inclinèrent 23 à 3.
Au terme de la saison 2024, les deux équipes se sont affrontées à 112 reprises, Atlanta l'a emporté 55 fois contre 56 pour La Nouvelle-Orléans ; les Falcons ont remporté l’unique confrontation à élimination directe durant les playoffs de la saison 1991.
- Panthers de la Caroline

Cette rivalité est moins ancienne que celle entretenue avec les Saints. Les deux franchises s'affrontent deux fois par an depuis l'intégration des Panthers dans la ligue en 1995, tout d'abord en tant que membres de la NFC Ouest (1995-2001), puis de la NFC Sud (2002-présent). Cette rivalité est également connue sous le nom de « Rivalité I-85 », du nom de l'Interstate 85, autoroute qui relie entre autres Atlanta et Charlotte. L'émulation entre ses deux franchises s'est intensifiée à partir de la fin des années 2000, où Panthers et Falcons se sont emparés de 7 des 9 titres de divisions mis en jeu depuis entre 2008 et 2016.
Au terme de la saison 2024, les deux équipes se sont affrontées à 60 reprises, Atlanta l'a emporté 37 fois contre 23 pour Carolina.

## Joueurs et personnalités

### Entraîneurs successifs
| Entraîneur        | Années      | Bilan          | Playoffs | Notes                                                                 |
| ----------------- | ----------- | -------------- | -------- | --------------------------------------------------------------------- |
| Norb Hecker       | 1966–1968   | 4–26–1 (.129)  | –        | Licencié après 3 matchs durant la saison 1968.                        |
| Norm Van Brocklin | 1968–1974   | 39–48–3 (.433) | –        | Licencié après 8 matchs durant la saison 1974.                        |
| Marion Campbell   | 1974–1976   | 6–19 (.240)    | –        | Licencié après 5 matchs durant la saison 1976.                        |
| Pat Peppler       | 1976        | 3–6 (.333)     | –        | Entraîneur par intérim.                                               |
| Leeman Bennett    | 1977–1982   | 46–41 (.529)   | 1–3      |                                                                       |
| Dan Henning       | 1983–1986   | 22–41–1 (.344) | –        |                                                                       |
| Marion Campbell   | 1987–1989   | 11–36 (.234)   | –        | Démissionne après 12 matchs durant la saison 1989.                    |
| Jim Hanifan       | 1989        | 0–4 (.000)     | –        | Entraîneur par intérim.                                               |
| Jerry Glanville   | 1990–1993   | 27–37 (.422)   | 1–1      |                                                                       |
| June Jones        | 1994–1996   | 19–29 (.396)   | –        |                                                                       |
| Dan Reeves        | 1997–2003   | 49–59–1 (.450) | 3–2      | Entraîneur NFL de l'année (1998), participation au Super Bowl XXXIII. |
| Wade Phillips     | 2003        | 2–1 (.667)     | –        | Entraîneur par intérim.                                               |
| Jim Mora          | 2004–2006   | 26–22 (.542)   | 1–1      |                                                                       |
| Bobby Petrino     | 2007        | 3–10 (.231)    | –        | Démissionne après 13 matchs pour reprendre les Arkansas Razorbacks.   |
| Emmitt Thomas     | 2007        | 1–2 (.333)     | –        | Entraîneur par intérim.                                               |
| Mike Smith        | 2008–2014   | 66-46 (.589)   | 1–4      | Entraîneur NFL de l'année (2008).                                     |
| Dan Quinn         | 2015–2020   | 43-42 (.505)   | 3–2      | Participation au Super Bowl LI                                        |
| Raheem Morris     | 2020        | 4-7 (.364)     | -        | Entraîneur par intérim.                                               |
| Arthur Smith (en) | 2021-2023   | 21–30 (.412)   | -        |                                                                       |
| Raheem Morris     | Depuis 2024 | En cours       |          |                                                                       |

### Numéros retirés
| N° retirés des Falcons d'Atlanta |                  |          |                 |
| N°.                              | Joueur           | Position | Période         |
| 10                               | Steve Bartkowski | QB       | 1975–1985       |
| 31                               | William Andrews  | RB       | 1979–1983, 1986 |
| 57                               | Jeff Van Note    | C        | 1969–1986       |
| 60                               | Tommy Nobis      | LB       | 1966–1976       |

### Pro Football Hall of Fame
À ce jour, 8 anciens joueurs et un ex-entraîneur d'Atlanta ont été intronisés au Pro Football Hall of Fame.
| Falcons d'Atlanta - Membres du Hall of Fame |                   |              |                     |              |
| N°.                                         | Membre            | Poste - Rôle | Période             | Intronisé en |
| —                                           | Norm Van Brocklin | Entraîneur   | 1968–1974           | 1971         |
| 25                                          | Tommy McDonald    | WR           | 1967                | 1998         |
| 29                                          | Eric Dickerson    | RB           | 1993                | 1999         |
| 21                                          | Deion Sanders     | CB           | 1989–1993           | 2011         |
| 56                                          | Chris Doleman     | DE           | 1994–1995           | 2012         |
| 87                                          | Claude Humphrey   | DE           | 1968–1978           | 2014         |
| 4                                           | Brett Favre       | QB           | 1991                | 2016         |
| 5                                           | Morten Andersen   | K            | 1995–2000 2006–2007 | 2017         |
| 88                                          | Tony Gonzalez     | TE           | 2009-2013           | 2019         |

## Bilan saison par saison
| Saison par saison des Falcons d'Atlanta | Saison par saison des Falcons d'Atlanta                      | Saison par saison des Falcons d'Atlanta                      | Saison par saison des Falcons d'Atlanta                      | Saison par saison des Falcons d'Atlanta                      | Saison par saison des Falcons d'Atlanta |
| --------------------------------------- | ------------------------------------------------------------ | ------------------------------------------------------------ | ------------------------------------------------------------ | ------------------------------------------------------------ | --- |
| Saison                                  | Vic.                                                         | Déf.                                                         | Nuls                                                         | Classement                                                   | Phase éliminatoire |
| 1966                                    | 3                                                            | 11                                                           | 0                                                            | 7e West                                                      | – |
| 1967                                    | 1                                                            | 12                                                           | 1                                                            | 4e Coastal Western                                           | – |
| 1968                                    | 2                                                            | 12                                                           | 0                                                            | 4e Coastal Western                                           | – |
| 1969                                    | 6                                                            | 8                                                            | 0                                                            | 3e Coastal Western                                           | – |
| 1970                                    | 4                                                            | 8                                                            | 2                                                            | 3e NFC West                                                  | – |
| 1971                                    | 7                                                            | 6                                                            | 1                                                            | 3e NFC West                                                  | – |
| 1972                                    | 7                                                            | 7                                                            | 0                                                            | 2e NFC West                                                  | – |
| 1973                                    | 9                                                            | 5                                                            | 0                                                            | 2e NFC West                                                  | – |
| 1974                                    | 3                                                            | 11                                                           | 0                                                            | 4e NFC West                                                  | – |
| 1975                                    | 4                                                            | 10                                                           | 0                                                            | 3e NFC West                                                  | – |
| 1976                                    | 4                                                            | 10                                                           | 0                                                            | 3e NFC West                                                  | – |
| 1977                                    | 7                                                            | 7                                                            | 0                                                            | 2e NFC West                                                  | – |
| 1978                                    | 9                                                            | 7                                                            | 0                                                            | 2e NFC West                                                  | Victoire en tour de Wild Card (Eagles de Philadelphie) 14–13 Défaite en tour de Division (Cowboys de Dallas) 27-20                                                                             |
| 1979                                    | 6                                                            | 10                                                           | 0                                                            | 3e NFC West                                                  | – |
| 1980                                    | 12                                                           | 4                                                            | 0                                                            | 1er NFC West                                                 | Défaite en tour de Division (Cowboys de Dallas) 30-27 |
| 1981                                    | 7                                                            | 9                                                            | 0                                                            | 2e NFC West                                                  | – |
| 1982*                                   | 5                                                            | 4                                                            | 0                                                            | 5e NFC *                                                     | Défaite en tour de Wild Card (Vikings du Minnesota) 30-24 |
| 1983                                    | 7                                                            | 9                                                            | 0                                                            | 4e NFC West                                                  | – |
| 1984                                    | 4                                                            | 12                                                           | 0                                                            | 4e NFC West                                                  | – |
| 1985                                    | 4                                                            | 12                                                           | 0                                                            | 4e NFC West                                                  | – |
| 1986                                    | 7                                                            | 8                                                            | 1                                                            | 3e NFC West                                                  | – |
| 1987                                    | 3                                                            | 12                                                           | 0                                                            | 4e NFC West                                                  | – |
| 1988                                    | 5                                                            | 11                                                           | 0                                                            | 4e NFC West                                                  | – |
| 1989                                    | 3                                                            | 13                                                           | 0                                                            | 4e NFC West                                                  | – |
| 1990                                    | 5                                                            | 11                                                           | 0                                                            | 4e NFC West                                                  | – |
| 1991                                    | 10                                                           | 6                                                            | 0                                                            | 2e NFC West                                                  | Victoire en tour de Wild Card (@ Saints de La Nouvelle-Orléans) 27–20 Défaite en tour de Division (Redskins de Washington) 24-7                                                                |
| 1992                                    | 6                                                            | 10                                                           | 0                                                            | 3e NFC West                                                  | – |
| 1993                                    | 6                                                            | 10                                                           | 0                                                            | 3e NFC West                                                  | – |
| 1994                                    | 7                                                            | 9                                                            | 0                                                            | 3e NFC West                                                  | – |
| 1995                                    | 9                                                            | 7                                                            | 0                                                            | 2e NFC West                                                  | Défaite en tour de Wild Card (Packers de Green Bay) 37-20 |
| 1996                                    | 3                                                            | 13                                                           | 0                                                            | 4e NFC West                                                  | – |
| 1997                                    | 7                                                            | 9                                                            | 0                                                            | 3e NFC West                                                  | – |
| 1998                                    | 14                                                           | 2                                                            | 0                                                            | 1er NFC West                                                 | Victoire en tour de Division (49ers) 20–18 Victoire en finale de conférence NFC (@ Vikings du Minnesota) 30–27 (ET) Défaite au Super Bowl XXXIII (Broncos de Denver) 34-19                     |
| 1999                                    | 5                                                            | 11                                                           | 0                                                            | 3e NFC West                                                  | – |
| 2000                                    | 4                                                            | 12                                                           | 0                                                            | 5e NFC West                                                  | – |
| 2001                                    | 7                                                            | 9                                                            | 0                                                            | 4e NFC West                                                  | – |
| 2002                                    | 9                                                            | 6                                                            | 1                                                            | 2e NFC South                                                 | Victoire en tour de Wild Card (@ Packers de Green Bay) 27–7 Défaite en tour de Division (Eagles de Philadelphie) 20-6                                                                          |
| 2003                                    | 5                                                            | 11                                                           | 0                                                            | 4e NFC South                                                 | – |
| 2004                                    | 11                                                           | 5                                                            | 0                                                            | 1er NFC South                                                | Victoire en tour de Division (Rams de St Louis) 47–17 Défaite en finale de conférence NFC (Eagles de Philadelphie) 27-10                                                                       |
| 2005                                    | 8                                                            | 8                                                            | 0                                                            | 3e NFC South                                                 | – |
| 2006                                    | 7                                                            | 9                                                            | 0                                                            | 3e NFC South                                                 | – |
| 2007                                    | 4                                                            | 12                                                           | 0                                                            | 4e NFC South                                                 | – |
| 2008                                    | 11                                                           | 5                                                            | 0                                                            | 2e NFC South                                                 | Défaite en tour de Wild-Card (Cardinals de l'Arizona) 30-24 |
| 2009                                    | 9                                                            | 7                                                            | 0                                                            | 2e NFC South                                                 | – |
| 2010                                    | 13                                                           | 3                                                            | 0                                                            | 1er NFC South                                                | Défaite en tour de Division (Packers de Green Bay) 48-21 |
| 2011                                    | 10                                                           | 6                                                            | 0                                                            | 2e NFC South                                                 | Défaite en tour de Wild-Card (Giants de New York) 24-2 |
| 2012                                    | 13                                                           | 3                                                            | 0                                                            | 1er NFC South                                                | Victoire en tour de Division (Seahawks de Seattle) 30–28 Défaite en finale de conférence NFC (49ers de San Francisco) 28-24                                                                    |
| 2013                                    | 4                                                            | 12                                                           | 0                                                            | 3e NFC South                                                 | – |
| 2014                                    | 6                                                            | 10                                                           | 0                                                            | 3e NFC South                                                 | – |
| 2015                                    | 8                                                            | 8                                                            | 0                                                            | 2e NFC South                                                 | – |
| 2016                                    | 11                                                           | 5                                                            | 0                                                            | 1er NFC South                                                | Victoire en tour de Division (Seahawks de Seattle) 36–20 Victoire en finale de conférence NFC (Packers de Green Bay) 44–21 Défaite au Super Bowl LI (Patriots de la Nouvelle-Angleterre) 28-34 |
| 2017                                    | 10                                                           | 6                                                            | 0                                                            | 3e NFC South                                                 | Victoire en tour de Wild Card (@ Rams de Los Angeles) 26–13 Défaite en tour de Division (Eagles de Philadelphie) 10-15                                                                         |
| 2018                                    | 7                                                            | 9                                                            | 0                                                            | 2e NFC South                                                 | -- |
| 2019                                    | 7                                                            | 9                                                            | 0                                                            | 2e NFC South                                                 | -- |
| 2020                                    | 4                                                            | 12                                                           | 0                                                            | 4e NFC South                                                 | -- |
| 2021                                    | 7                                                            | 10                                                           | 0                                                            | 3e NFC South                                                 | -- |
| 2022                                    | 7                                                            | 10                                                           | 0                                                            | 2e NFC South                                                 | -- |
| 2023                                    | 7                                                            | 10                                                           | 0                                                            | 3e NFC South                                                 | -- |
| 2024                                    | 8                                                            | 9                                                            | 0                                                            | 2e NFC South                                                 | -- |
| 2025                                    | Saison à venir, ne rien indiquer avant la fin de saison 2025 | Saison à venir, ne rien indiquer avant la fin de saison 2025 | Saison à venir, ne rien indiquer avant la fin de saison 2025 | Saison à venir, ne rien indiquer avant la fin de saison 2025 | Saison à venir, ne rien indiquer avant la fin de saison 2025 |
| Totaux                                  | 398                                                          | 512                                                          | 6                                                            | Saison régulière (6 titres de division)                      | Saison régulière (6 titres de division) |
| Totaux                                  | 10                                                           | 14                                                           | -                                                            | Séries éliminatoires (2 titres de conférences)               | Séries éliminatoires (2 titres de conférences) |
| Totaux                                  | 408                                                          | 526                                                          | 6                                                            | Saison régulière + séries éliminatoires                      | Saison régulière + séries éliminatoires |

Note
* La saison est marquée par une grève qui empêche la tenue de sept des seize journées. Les classements n'ont pas été établis par division mais par conférence.